# Mi Reflejo
Mi Reflejo er titlen på det første spansksprogede album fra den amerikanske sangerinde, Christina Aguilera, udgivet 2001. Albummet indeholder spanske versioner af fem af sangene fra hendes debutalbum, Christina Aguilera og seks nye samge. Aguileras spanskkundskaber var ikke specielt veludviklede ved indspilningen, og hun var derfor nødt til at lære nogle af teksterne fonetisk. Hun vandt en Latin Grammy for albummet i kategorien Best Female Pop Vocal Album i 2001.